# Daniel Pitarch
Daniel Pitarch Fernández (Barcelona, 1968) es un investigador independiente de la cultura audiovisual, ensayista, historiador del cine y profesor universitario español.

## Biografía
Licenciado en Comunicación Audiovisual por la Universidad Pompeu Fabra (UPF) es miembro de Estampa, docente en la Escuela Massana y en la Universidad de Gerona y profesor de Medios Audiovisuales y Teoría de la Imagen en la Escuela de Arte y Diseño de Tarragona. Sus últimas publicaciones son la edición de los escritos acerca del cine de Walter Benjamin —W. Benjamin: Escritos sobre cine, Abada, 2017—, que incluye un profuso estudio introductorio, y El mal alumno. Pedagogía crítica para inteligencias artificiales (La Capella, 2018), de autoría colectiva como Estampa. También se ha interesado especialmente por la teoría del cine de Jean Epstein o del animador francés Émile Cohl, entre otros.
Ha publicado distintos artículos académicos y de divulgación sobre sus investigaciones en torno el cine de los primeros tiempos, la animación experimental, la teoría del cine de entreguerras y los espectáculos y tecnologías audiovisuales del siglo XIX. Como realizador, su obra abarca piezas de animación experimental, apropiación y vídeo–ensayo. También forma parte de 'Mamut Cinema', un cuarteto dedicado a las sesiones de cine con música en directo.